# Корнишор
Корнишор (грч. Κρώμνη, Кромни) је насељено место у општини Пела у периферији Средишња Македонија, Грчка. Према попису из 2021. године било је 3 становника.
Према бугарском географу и историчару, Василу Канчову, у Корнишору је 1900. године живело 400 Словена хришћана и 80 Рома. Године 1924. 260 Словена је принудно исељено у Бугарску а на њихово место је насељено неколико грчких избегличких породица, које су због средине и неплодног земљишта касније напустиле село. Након 1971. године одлуком грчких власти село је расељено, а његови становници су принудно прсељени у село Нова Вадришта, где су им биле изграђене нове куће.